# František Wende
František Wende   (Svoboda nad Úpou, 3 de juny de 1904 - Bad Harzburg, 1968) fou un saltador amb esquís i esquiador de combinada nòrdica txecoslovac que va competir durant la dècada de 1920.
Durant la seva carrera esportiva va prendre part en dues edicions dels Jocs Olímpics d'Hivern. El 1924, a Chamonix, fou desè en la competició del salt amb esquís, mentre el 1928, a Sankt Moritz, abandonà en la combinada nòrdica.
Els seus èxits més destacats foren dues medalles de bronze Campionat del món d'esquí nòrdic, el 1925 en la prova de trampolí i el 1927 en la de combinada nòrdica.